# Laura Gasnier
Laura Chrystel Gasnier (Le Mans, 10 juli 1993) is een voormalig Frans professioneel tafeltennisster. Zij speelt linkshandig met de shakehandgreep.